# 徳之島町立尾母中学校
徳之島町立尾母中学校（とくのしまちょうりつ おもちゅうがっこう）は、鹿児島県大島郡徳之島町にある町立中学校。離島の徳之島にある。
- 島内の高台にあり、2008年5月1日時点の生徒数は7人。

## 卒業後の進路
卒業後は町内の鹿児島県立徳之島高等学校や私立の樟南第二高等学校に進学する生徒が多い。